# جسیکا بومن
جسیکا رابین بومن (به انگلیسی: Jessica Robyn Bowman) (زاده ۲۶ نوامبر ۱۹۸۰) هنرپیشه آمریکایی است.
از فیلم‌های معروف او می‌توان به فیلم لذت سواری و همچنین سریال پزشک دهکده اشاره کرد.